# Котовская, Ольга Евстафьевна
О́льга Евста́фьевна Кото́вская (укр. Ольга Євстафіївна Котовська; род. 5 декабря 1983, Ровно) — украинская легкоатлетка, специалистка по бегу на длинные дистанции, кроссу и марафону. Выступала на профессиональном уровне в 2000-х и 2010-х годах, победительница и призёрка ряда крупных международных стартов, многократная чемпионка Украины, участница летних Олимпийских игр в Рио-де-Жанейро. Мастер спорта Украины международного класса.

## Биография
Ольга Котовская родилась 5 декабря 1983 года в Ровно, Украинская ССР.
На протяжении 2000-х годов регулярно выступала в беге на длинные дистанции на различных соревнованиях национального уровня, бегала по шоссе на коммерческих стартах в Европе, преимущественно на территории Польши. Так, в 2008 году с результатом 2:39:49 выиграла Краковский марафон, а в 2010 году стала чемпионкой Украины по марафону.
В 2011 году финишировала третьей на Люблянском марафоне (2:35:04).
В 2012 году была второй на марафоне в Майнце (2:33:17) и третьей на Валенсийском марафоне (2:33:44).
В 2013 году отметилась победой на Борнмутском марафоне, показав лучший результат за всю историю соревнований — 2:30:04. Заняла 28-е место на чемпионате Европы по кроссу в Белграде.
В 2014 году стала чемпионкой Украины в беге на 10 000 метров, победила на марафоне в Ренне.
В 2015 году с личным рекордом 2:29:13 финишировала второй на Ганноверском марафоне, показала 11-й результат на Кубке Европы по бегу на 10 000 метров в Кья, превзошла всех соперниц на домашнем Белоцерковском марафоне и на Полумарафоне Гранольерса.
В 2016 году была лучшей на марафоне в Новом Тайбэе (2:36:38), вновь выиграла чемпионат Украины в беге на 10 000 метров. Благодаря череде успешных выступлений удостоилась права защищать честь страны на летних Олимпийских играх в Рио-де-Жанейро — в программе марафона показала время 2:34:57, расположившись в итоговом протоколе соревнований на 33-й строке.
В 2017 году стала пятой на Марафоне Тэгу (2:30:18). На Кубке Европы по бегу на 10 000 метров в Минске закрыла десятку сильнейших личного зачёта и вместе с соотечественницами стала бронзовой призёркой в женском командном зачёте.
В 2018 году бежала марафон на чемпионате Европы в Берлине, с результатом 2:35:56 пришла к финишу 19-й.
В 2019 году среди прочего финишировала восьмой на Осакском марафоне (2:33:55). По окончании сезона завершила спортивную карьеру.